# Andrzej Molenda (koszykarz)
 Andrzej Molenda  (ur. 7 marca 1975) – polski koszykarz na pozycji środkowego w zespole Spójni Stargard (1987–1999); w 2010 zakończył karierę koszykarską awansując z drużyną Spójni Stargard do I ligi.

## Życiorys
Andrzej Molenda urodził się 7 marca 1975. W roku 1992 zadebiutował w wieku 18 lat w pierwszoligowym zespole Spójnia Stargard, gdzie w sezonie 1992/1993 zagrał w 2 spotkaniach. W sezonie 1993/1994 zanotował 20 gier,  w rozgrywkach I ligi wraz z drużyną zajął pierwsze miejsce i awansował do PLK (ekstraklasa). W sezonie 1994/1995 i 1995/1996 grał w stargardzkim klubie i w rozgrywkach PLK zagrał w 14 meczach. W roku 1996 rozegrał jeden mecz w Spójni i dalej grał w pierwszoligowym zespole Sokół Międzychód, gdzie w latach 1996–1998 wystąpił w 38 spotkaniach. W 1998 powrócił do Stargardu Szczecińskiego, gdzie w PLK sezonu 1998/1999 rozegrał 22 spotkania. W latach 1999–2001 grał w zespole pierwszoligowym Noteć Inowrocław występując w 74 meczach. W roku 2001 zadebiutował w Zastalu, drugoligowej drużynie z Zielonej Góry grając w 31 meczach, po czym po awansie do I ligi w sezonie 2002/2003 zanotował 22 gry ze średnią 10,6 pkt., a w kolejnym sezonie 16 meczów. 
W latach 2003–2005 grał w pierwszoligowym zespole KK Świecie występując w 49 spotkaniach. W sezonie 2005/2006 zadebiutował w pierwszoligowej drużynie Viking Gdynia, gdzie rozegrał 38 meczów ze średnią 10,6. W 2006 powrócił do Stargardu Szczecińskiego, gdzie w sezonie 2006/2007 grał w pierwszoligowej stargardzkiej drużynie notując 24 mecze ze średnią 8,6 pkt. i po spadku do II ligi grał dalej w tym zespole w sezonie 2007/2008 i 2008/2009 występując w 39 meczach. W 2010 zakończył karierę koszykarską awansując z drużyną do I ligi występując w 18 spotkaniach. Andrzej Molenda najwięcej sezonów rozegrał w stargardzkim klubie (10), rozegrał 113 spotkań i zdobył 762 pkt. W ekstraklasie rozegrał 37 spotkań. W sumie podczas 20 sezonów rozegrał 408 meczów i zdobył 3166 pkt. ze średnią 7,8 pkt..
W roku 2019 podczas obchodów 70-lecia powstania stowarzyszenia Spójnia Stargard został odznaczony Brązową Honorową Odznaką Polskiego Związku Koszykówki. 30 września 2023 uczestniczył w spotkaniu byłych koszykarzy, trenerzy i działaczy Spójni Stargard, którym jako gościom honorowym wręczono przed meczem z Eneą Abramczyk Astorią Bydgoszcz pamiątkowe statuetki z napisem „Przyjaciel Klubu”. 6 września 2024 podczas obchodów 75-lecia powstania Spójni Stargard został odznaczony Srebrną Honorową Odznaką Polskiego Związku Koszykówki. 

## Osiągnięcia
Na podstawie, o ile nie zaznaczono inaczej.

### Drużynowe
- IX miejsce (1995)
- VI miejsce (1996)
- VIII miejsce (1999)
- Uczestnik rozgrywek:
  - Koracia (1996/1997), (1998/1999)

## Historyczne składy Andrzeja Molendy (zawodnik)
Andrzej Molenda zadebiutował w stargardzkim zespole w 1992. Grał w zespole stargardzkim w różnych składach, z następującymi zawodnikami:

### Sezon 1992/1993 (I liga)
Andrzej Molenda w sezonie 1992/1993 grał w Spójni, która rozpoczęła rozgrywki w I lidze:

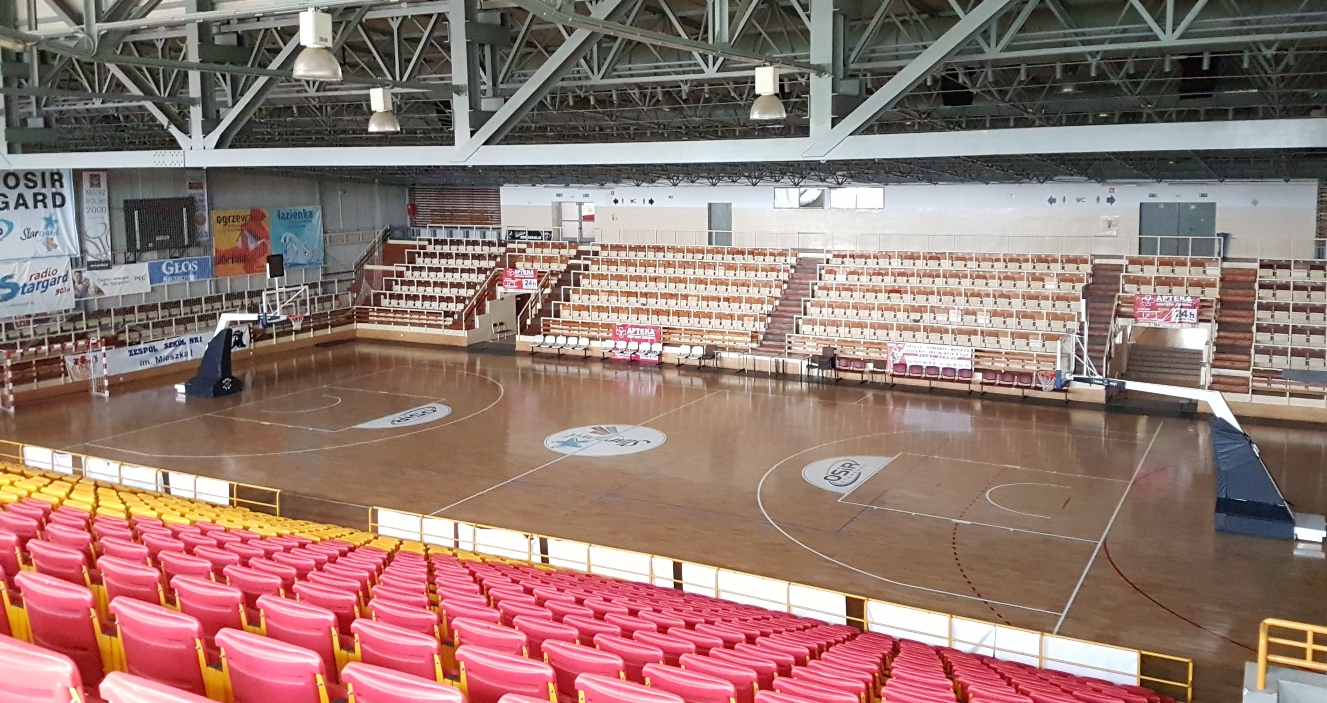
Andrzej Molenda zadebiutował w Spójni w hali sportowej OSiRu w 1992

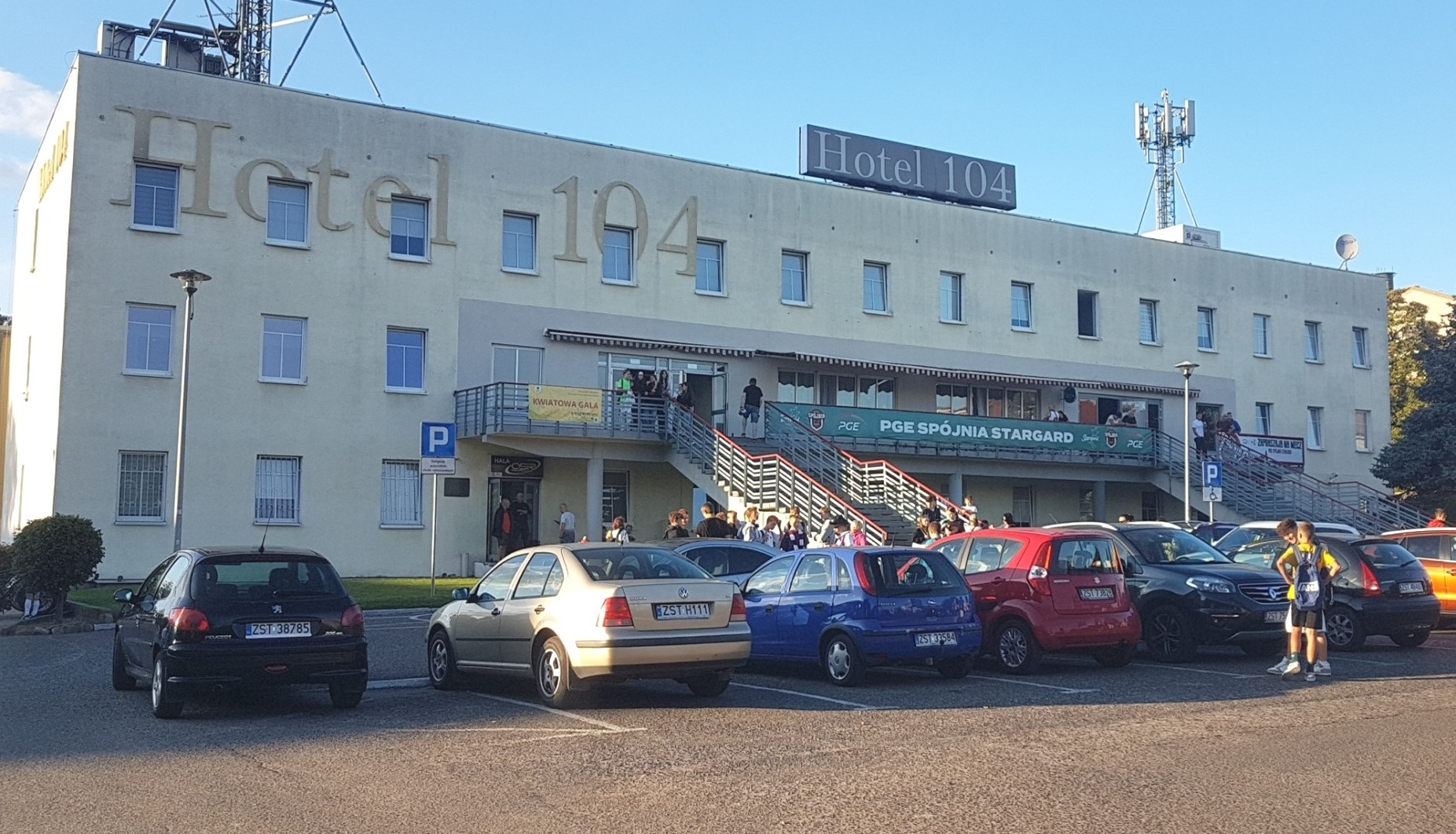
Andrzej Molenda rozegrał 10 sezonów w hali w Stargardzie

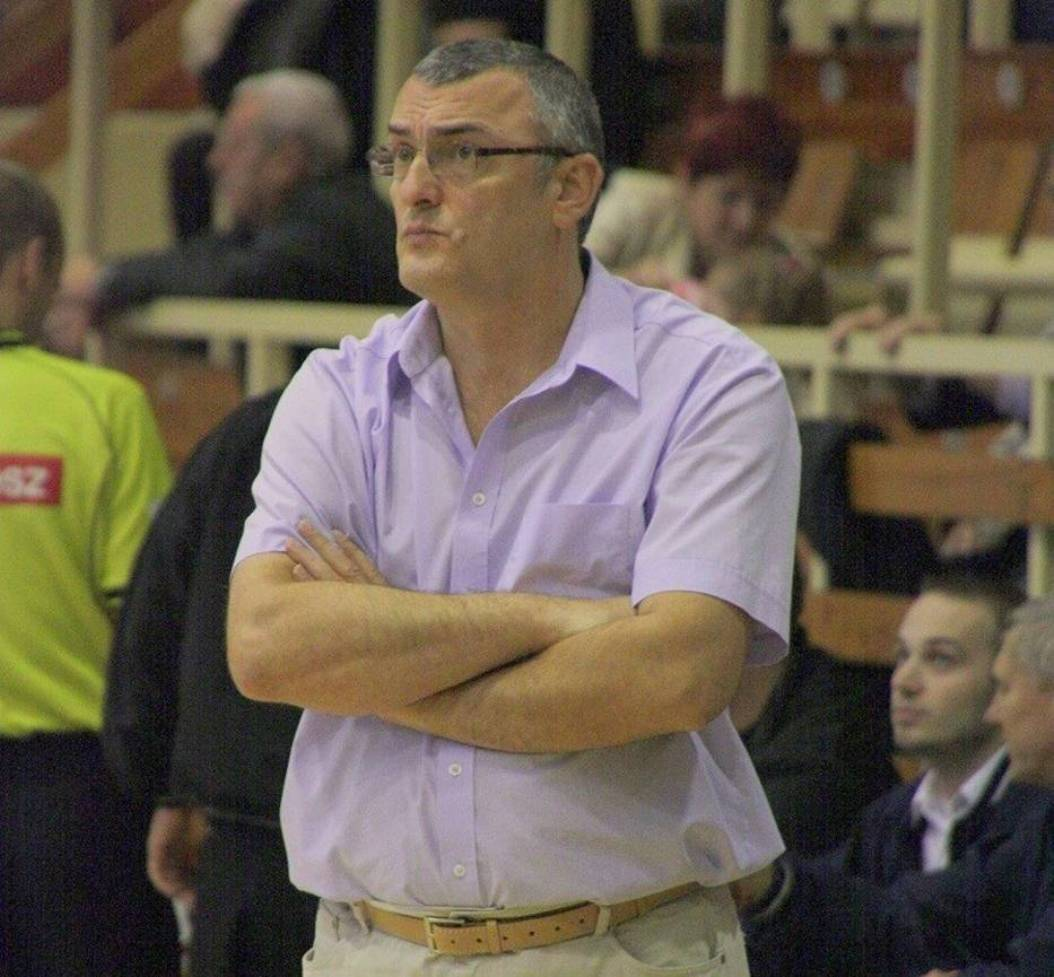
Grzegorz Chodkiewicz był trenerem Andrzeja Molendy

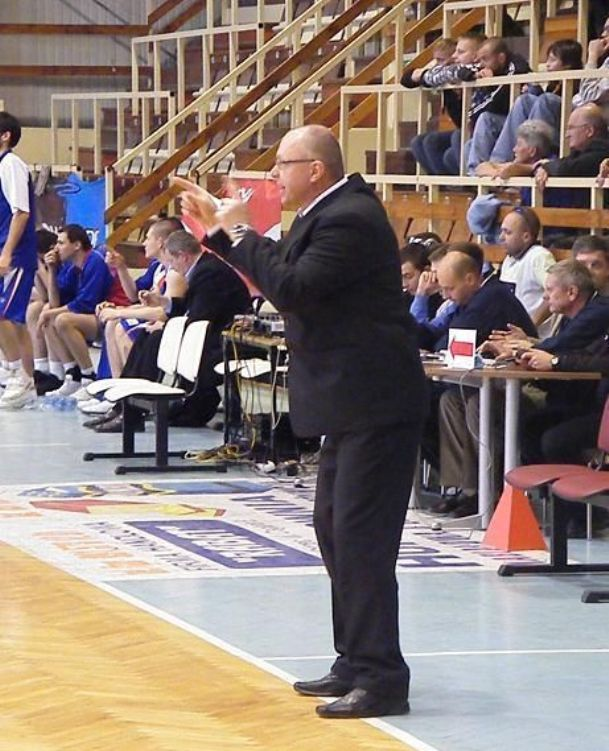
Mieczysław Major był trenerem Andrzeja Molendy

Skład z lat 1992/1993:
| Nr | Poz. | Nar.   | Nazwisko i imię       | Data urodzenia | Wzrost | Masa ciała |
| -- | ---- | ------ | --------------------- | -------------- | ------ | ---------- |
| 4  | S/C  | Polska | Bartosz, Mariusz      | 1962           | 200 cm |            |
| ?  | C    | Polska | Bigus, Rafał          | 1976-07-12     | 215 cm |            |
| 15 | C    | Litwa  | Leonavicius, Sigitas  | 1965-10-13     | 205 cm |            |
|    | PG   | Litwa  | Petronis, Romualdas   | ?              | ? cm   |            |
| 8  | R    | Polska | Purwiniecki, Ireneusz | 1963-06-29     | 188 cm |            |
| 14 | R    | Polska | Szczerbala, Robert    | 1971-01-9      | 172 cm |            |
| 10 | S/C  | Polska | Molenda, Andrzej      | 1975-02-07     | 203 cm |            |
| 6  | S    | Polska | Śpiewak, Grzegorz     | 1973-03-15     | 192 cm |            |
| 7  | S    | Polska | Cieliński, Marek      | 1969-04-25     | 197 cm |            |
| 5  | R    | Polska | Dubij, Wiesław        | 1970-10-06     | 185 cm |            |
| 9  | S    | Polska | Matyga, Ireneusz      | 1966           | 198 cm |            |

Trener:  Grzegorz Chodkiewicz
 Asystenci: Mieczysław Major

### Sezon 1993/1994 (wejście do PLK )
Andrzej Molenda grał w sezonie 1993/1994 w LKS Spójnia-Sterna, która rozpoczęła rozgrywki w I lidze, w marcu 1994 wraz z drużyną awansował do PLK (ekstraklasa) i grał w składzie:
| Nr | Poz. | Nar.   | Nazwisko i imię           | Data urodzenia | Wzrost | Masa ciała |
| -- | ---- | ------ | ------------------------- | -------------- | ------ | ---------- |
| 8  | R    | Polska | Purwiniecki, Ireneusz     | 1963-06-29     | 188 cm |            |
| 7  | S    | Polska | Cieliński, Marek          | 1969-04-25     | 197 cm |            |
| 5  | R    | Polska | Dubij, Wiesław            | 1970-10-06     | 185 cm |            |
| 10 | S/C  | Polska | Molenda, Andrzej          | 1975-02-07     | 203 cm |            |
| 4  | S/C  | Polska | Bartosz, Mariusz          | 1962           | 200 cm |            |
| 9  | S    | Polska | Matyga, Ireneusz          | 1966           | 198 cm |            |
| 14 | R    | Polska | Szczerbala, Robert        | 1971-01-9      | 172 cm |            |
| 6  | S    | Polska | Śpiewak, Grzegorz         | 1973-03-15     | 192 cm |            |
| 11 | S    | Polska | Korczyk, Bartosz          | 1975           | 198 cm |            |
| 12 | S    | Polska | Wieczorkiewicz, Sylwester | ?              | ? cm   |            |
| 14 | S    | Polska | Wypart, Robert            | ?              | ? cm   |            |
| 15 | C    | Litwa  | Birutis, Sigitas          | 1965-10-13     | 205 cm |            |
| 3  | S    | Litwa  | Stepanovicius, Ridius     | 1966           | 196 cm |            |

Trener:  Grzegorz Chodkiewicz
 Asystenci: Mieczysław Major

### Sezon 1994/1995 (PLK)
Andrzej Molenda w sezonie 1995/1996 rozpoczął rozgrywki w (PLK) (ekstraklasa) w Komforcie Stargard.

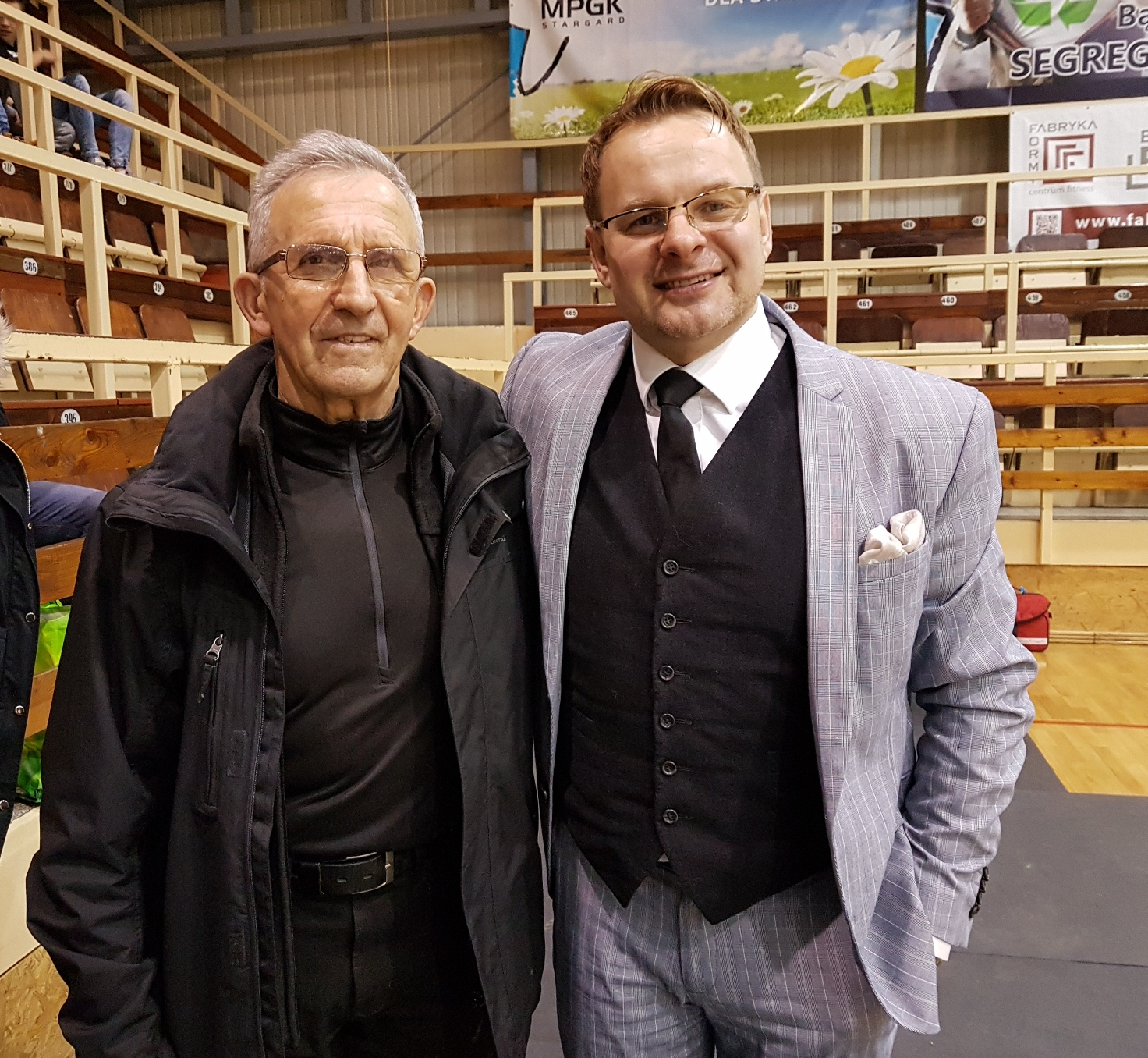
Ryszard Janik był trener Andrzeja Molendy, a grał m.in. z Robertem Szczerbalą

Skład z lat 1994/1995:
| Nr | Poz. | Nar.              | Nazwisko i imię       | Data urodzenia | Wzrost | Masa ciała |
| -- | ---- | ----------------- | --------------------- | -------------- | ------ | ---------- |
| 8  | C    | Stany Zjednoczone | Eggleston, Martin     | 1967-01-27     | 209 cm |            |
| ?  | S    | Stany Zjednoczone | Tomas, Tyrone         | 1968-10-05     | 195 cm |            |
| 4  | S    | Polska            | Dubicki, Jarosław     | 1966-01-20     | 185 cm |            |
| 7  | S    | Polska            | Cieliński, Marek      | 1969-04-25     | 197 cm |            |
| 3  | S    | Litwa             | Stepanovicius, Ridius | 1966           | 196 cm |            |
| 14 | R    | Polska            | Szczerbala, Robert    | 1971-01-9      | 172 cm |            |
| 12 | C    | Polska            | Ignatowicz, Piotr     | 1975-02-7      | 198 cm |            |
| 8  | R    | Polska            | Purwiniecki, Ireneusz | 1963-06-29     | 188 cm |            |
| 5  | R    | Polska            | Dubij, Wiesław        | 1970-10-06     | 185 cm |            |
| 10 | S/C  | Polska            | Molenda, Andrzej      | 1975-02-07     | 203 cm |            |
| 9  | S    | Polska            | Matyga, Ireneusz      | 1966           | 198 cm |            |
| 6  | S    | Polska            | Śpiewak, Grzegorz     | 1973-03-15     | 191 cm |            |

Trener:  Grzegorz Chodkiewicz
 Asystenci: Mieczysław Major

### Sezon 1995/1996 (PLK)
Andrzej Molenda w sezonie 1995/1996 grał w I lidze (ekstraklasa) w Komforcie Stargard

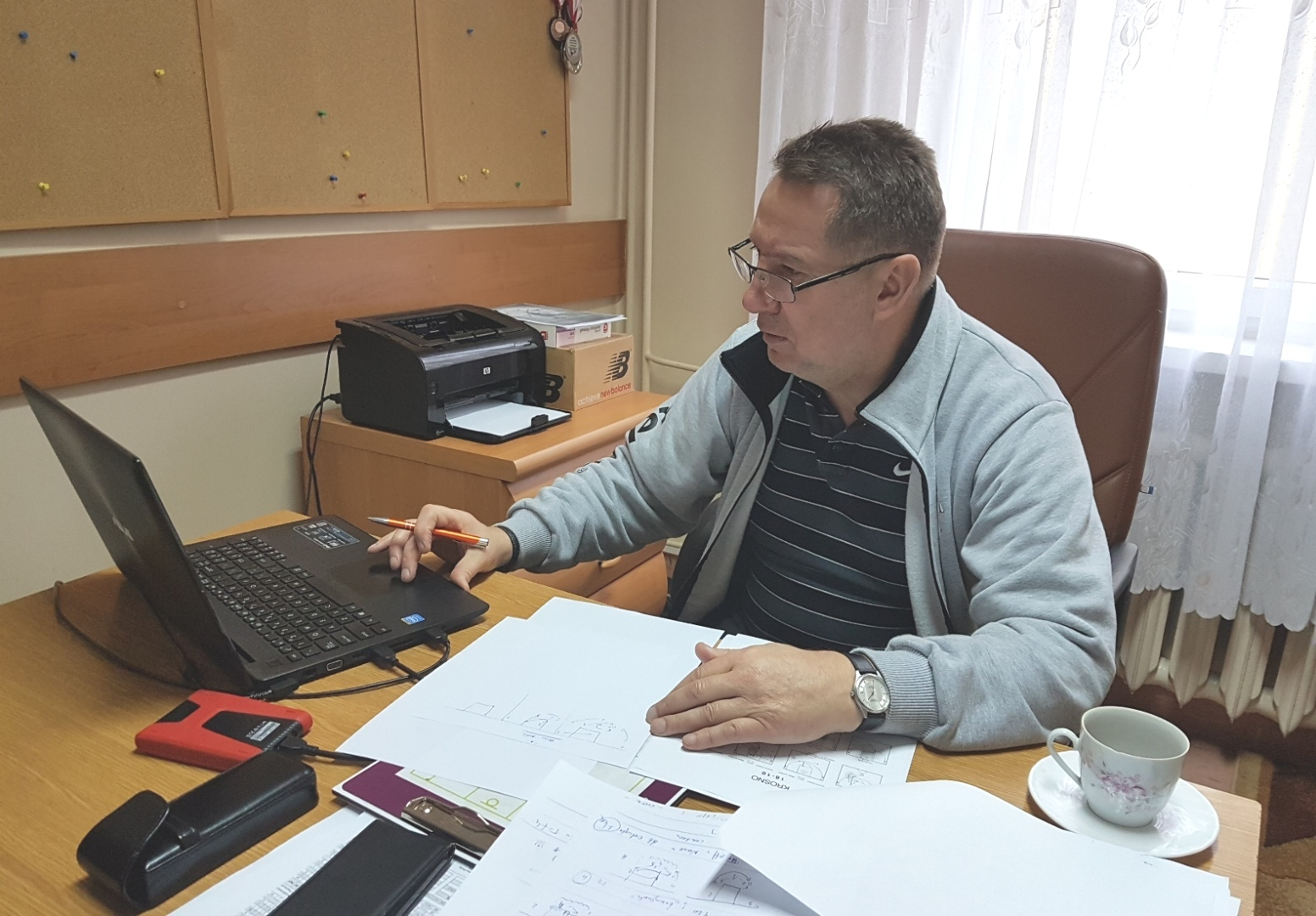
Krzysztof Koziorowicz był trenerem Andrzeja Molendy

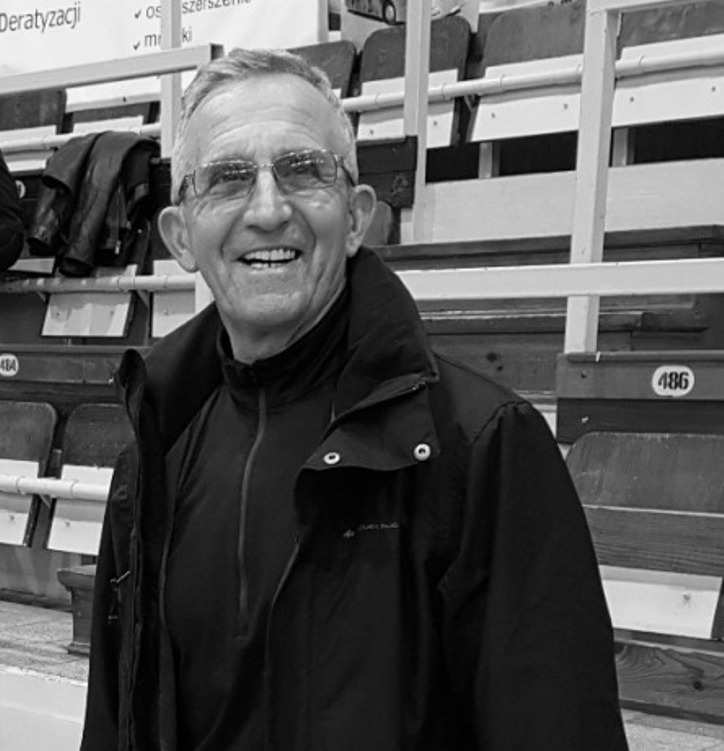
Ryszard Janik był trenerem Andrzeja Molendy

Skład z lat 1995/1996:
| Nr | Poz. | Nar.              | Nazwisko i imię       | Data urodzenia | Wzrost | Masa ciała |
| -- | ---- | ----------------- | --------------------- | -------------- | ------ | ---------- |
| 8  | C    | Stany Zjednoczone | Eggleston, Martin     | 1967-01-27     | 209 cm |            |
| ?  | R    | Stany Zjednoczone | Williams, Keith       | 1965-03-30     | 180 cm |            |
| 3  | R    | Polska            | Kościuk, Robert       | 1969-01-17     | 186 cm |            |
| 8  | R    | Polska            | Purwiniecki, Ireneusz | 1963-06-29     | 188 cm |            |
| 7  | S    | Polska            | Cieliński, Marek      | 1969-04-25     | 197 cm |            |
| 5  | R    | Polska            | Dubij, Wiesław        | 1970-10-06     | 185 cm |            |
| 10 | S/C  | Polska            | Molenda, Andrzej      | 1975-02-07     | 203 cm |            |
| 14 | R    | Polska            | Szczerbala, Robert    | 1971-01-9      | 172 cm |            |
| 4  | S    | Polska            | Dubicki, Jarosław     | 1966-01-20     | 185 cm |            |
| 6  | S    | Polska            | Śpiewak, Grzegorz     | 1973-03-15     | 191 cm |            |
| 15 | S    | Polska            | Wiekiera, Paweł       | 1978-01-14     | 205 cm |            |
| 12 | C    | Polska            | Kołodziejczak, Jerzy  | 1965-10-13     | 205 cm |            |

Trener:  Krzysztof Koziorowicz
 Asystenci: Ryszard Janik

### Sezon 1998/1999 (PLK)

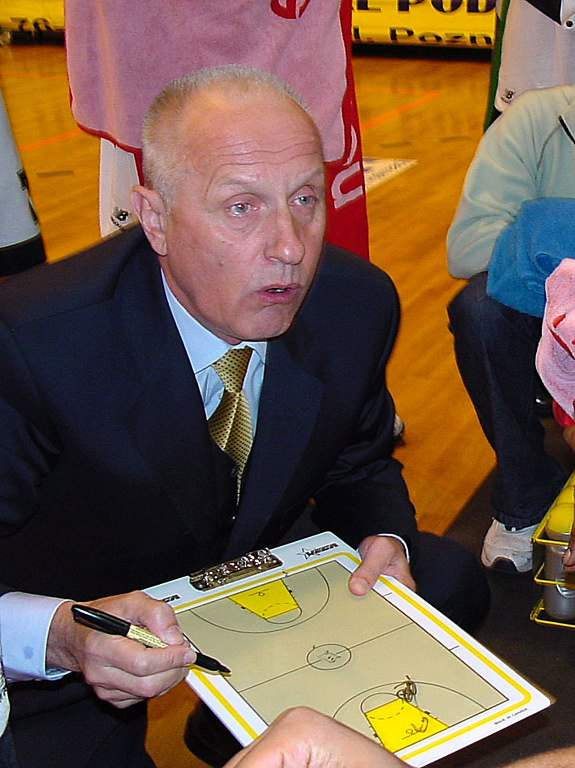
Tadeusz Aleksandrowicz był trenerem Andrzeja Molendy

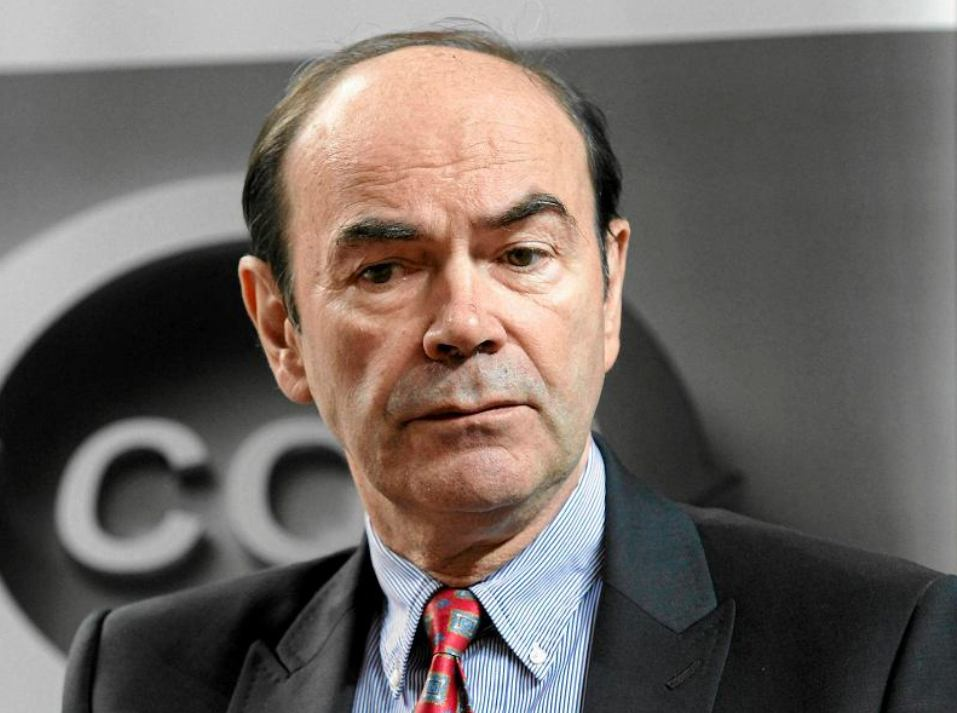
Ryszard Szczechowiak był trenerem Andrzeja Molendy w PLK

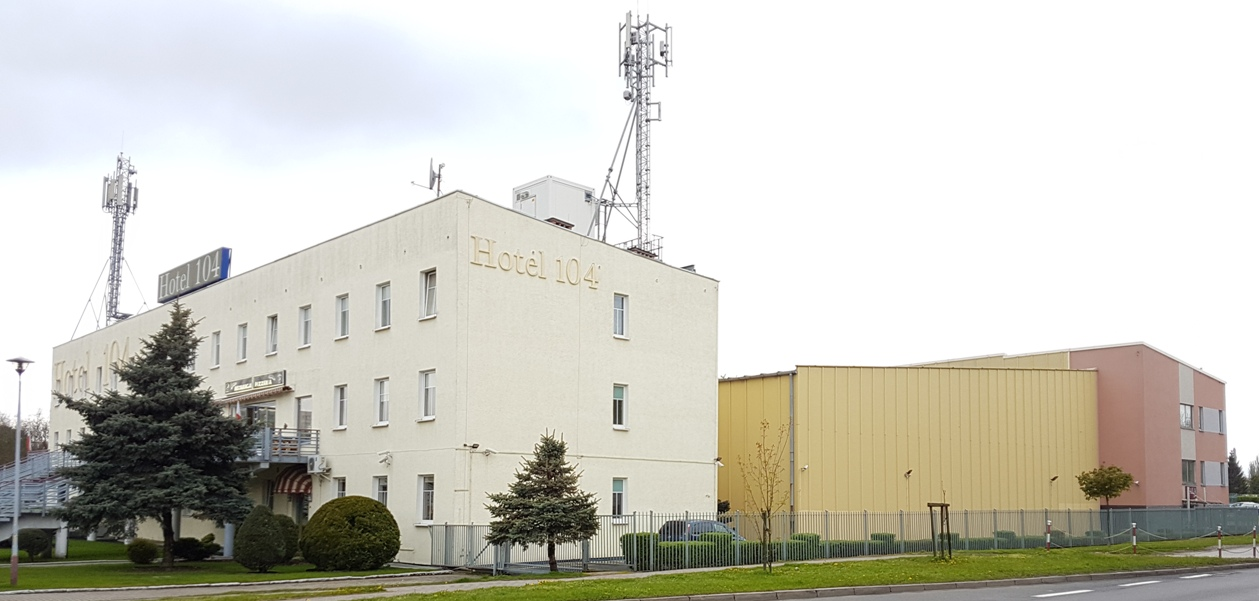
Andrzej Molenda ostatni sezon w stargardzkiej hali zagrał w 2010

Andrzej Molenda grał w sezonie 1998/1999 w PLK w Komforcie Forbo Stargard, dla Andrzeja Molendy był to ostatni sezon w Stargardzie grając na poziomie ekstraklasowym. Natomiast ostatnim jego sezonem był sezon 2009/2010, gdzie zakończył karierę w pierwszoligowym zespole Spójnia Stargard.

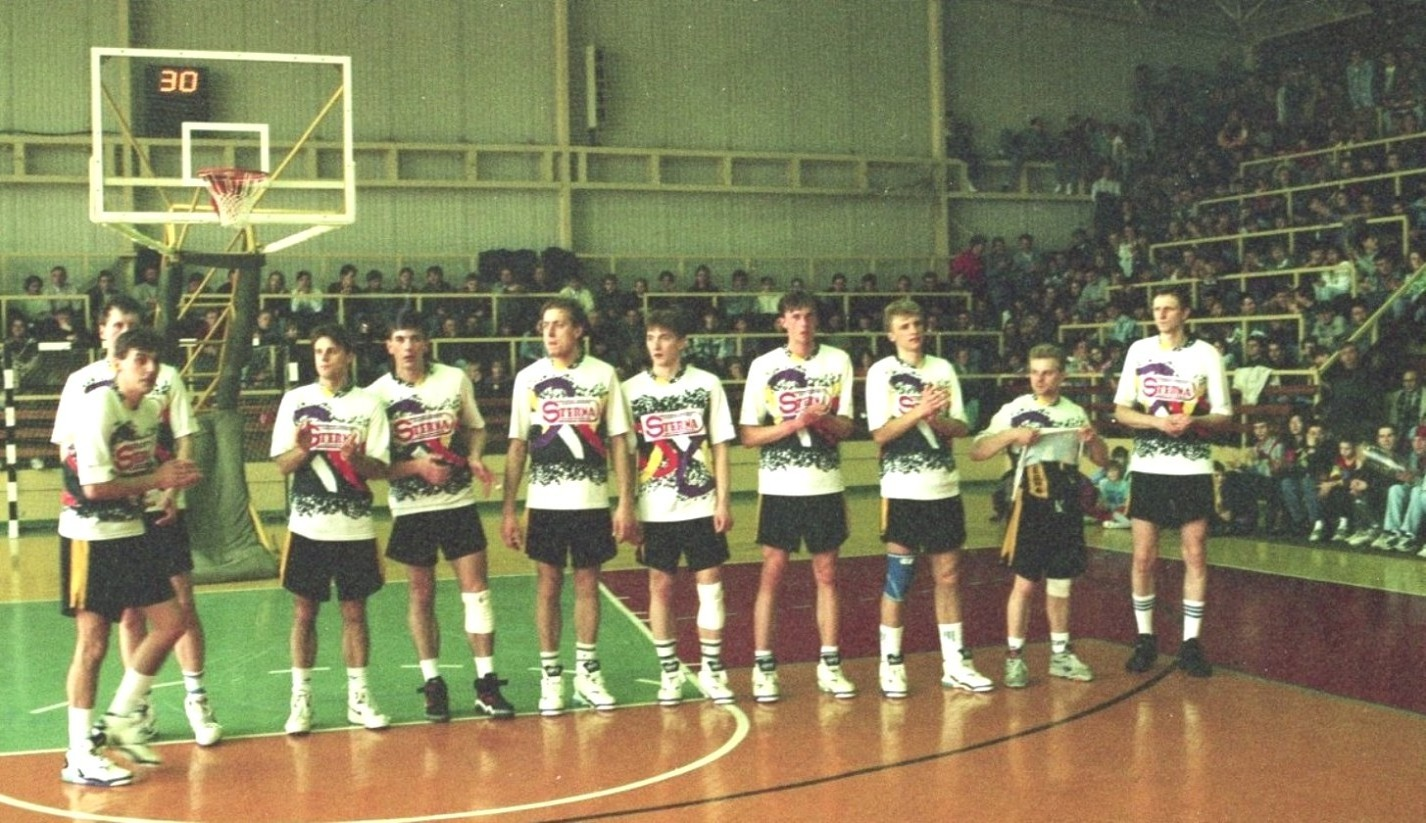
Andrzej Molenda (P4) – Spójnia Sterna Stargard (27.03.1994)

Skład z lat 1998/1999:
| Nr | Poz. | Nar.                | Nazwisko i imię        | Data urodzenia | Wzrost | Masa ciała |
| -- | ---- | ------------------- | ---------------------- | -------------- | ------ | ---------- |
| 3  | R    | Polska              | Kościuk, Robert        | 1969-01-17     | 186 cm |            |
| ?  | S    | Polska              | Krzemiński, Łukasz     | 1980-06-16     | 201 cm |            |
| 7  | S    | Polska              | Cieliński, Marek       | 1969-04-25     | 198 cm |            |
| 10 | S/C  | Polska              | Molenda, Andrzej       | 1975-02-07     | 203 cm |            |
| 8  | S/R  | Stany Zjednoczone   | Upshaw, Kelvin         | 1959-12-16     | 188 cm |            |
| 6  | C    | Stany Zjednoczone   | Stern, Jeff            | 1968-08-24     | 208 cm |            |
| 15 | C    | Polska              | Grudziński, Wiktor     | 1978-04.-9     | 207 cm |            |
| 14 | S    | Polska              | Morkowski, Robert      | 1974-08-21     | 200 cm |            |
| 15 | S    | Polska              | Wiekiera, Paweł        | 1978-01-14     | 205 cm |            |
| ?  | S    | Polska              | Kurkianiec, Kamil      | 1980-01-13     | 190 cm |            |
| 5  | R    | Litwa               | Aidietis, Giedrius     | 1974-03-12     | 206 cm |            |
| ?  | ?    | Stany Zjednoczone   | Veney, Keith           | 1974-12-20     | 185 cm |            |
| ?  | C    | Serbia i Czarnogóra | Slivancanin, Slobodan  | 1972-05-01     | 209 cm |            |
| ?  | C    | Stany Zjednoczone   | Conlisk, Robert        | 1972-04-08     | 211 cm |            |
| ?  | S    | Serbia i Czarnogóra | Dragutinović, Vladimir | 1967-06-20     | 192 cm |            |
| ?  | C    | Stany Zjednoczone   | Sneed, Chris           | 1974-04-22     | 200 cm |            |
| ?  | ?    | Polska              | Bąk, Marcin            | 1972-06-19     | 196 cm |            |
| ?  | R    | Polska              | Mila, Krzysztof        | 1970-06-06     | 186 cm |            |
| ?  | S    | Polska              | Nowak, Michał          | 1980-09-27     | 198 cm |            |

Trener:  Tadeusz Aleksandrowicz
 Asystenci: Ryszard Janik

## Ciekawostki
Ciekawostki związane z Andrzejem Molendą:
- pierwszym obiektem, gdzie Andrzej Molenda jako junior i senior trenował i grał była hala sportowa przy ul. Pierwszej Brygady 1;
- Andrzej Molenda w stargardzkim klubie rozegrał 113 spotkań i zdobył 762 pkt;
- w całej karierze miał 20 sezonów,  rozegrał 408 meczów, zdobył 3166 pkt.;
- karierę koszykarską zakończył w wieku 35 lat w roku 2010 w zespole Spójnia Stargard w którym rozegrał 18 spotkań.
- boiskowy pseudonim: „Molek” i „Dżabar”.